# チェリーが3つ並ばない
「チェリーが3つ並ばない」（チェリーがみっつならばない）は渡辺美里の楽曲で、1994年8月1日にEpic/Sony Records（現・エピックレコードジャパン）より発売された28枚目のシングル。

## 概要
9枚目のアルバム『Baby Faith』からの先行シングル。
表題曲「チェリーが3つ並ばない」は、フジテレビ系『たけし・逸見の平成教育委員会』のエンディング・テーマとして使用された。
2001年8月11日に、渡辺にとって夏の恒例行事となった西武ドームライブが開催されこの曲が披露された際には、空中に浮かぶ巨大な風船が気球に変化するセットを使用し、渡辺が「もっともっとみんなの近くに行きたいんだけど、近くに行っていい？」と言いながら乗り込み、観客席の頭上を移動するというパフォーマンスが繰り広げられた。

## 収録曲
1. チェリーが3つ並ばない　
作詞：渡辺美里／作曲：石井恭史／編曲：小林武史・石井恭史
2. こんな風の日には　
作詞：渡辺美里／作曲：みやもとこうじ／編曲：Richard Dodd・佐橋佳幸

## 収録アルバム
- 『Baby Faith』※チェリーが3つ並ばない (#8)
- 『Baby Faith』※こんな風の日には (#9)
- 『25th Anniversary Misato Watanabe Complete Single Collection〜Song is Beautiful〜』 ※チェリーが3つ並ばない (Disc.3 #1)